# Loksa

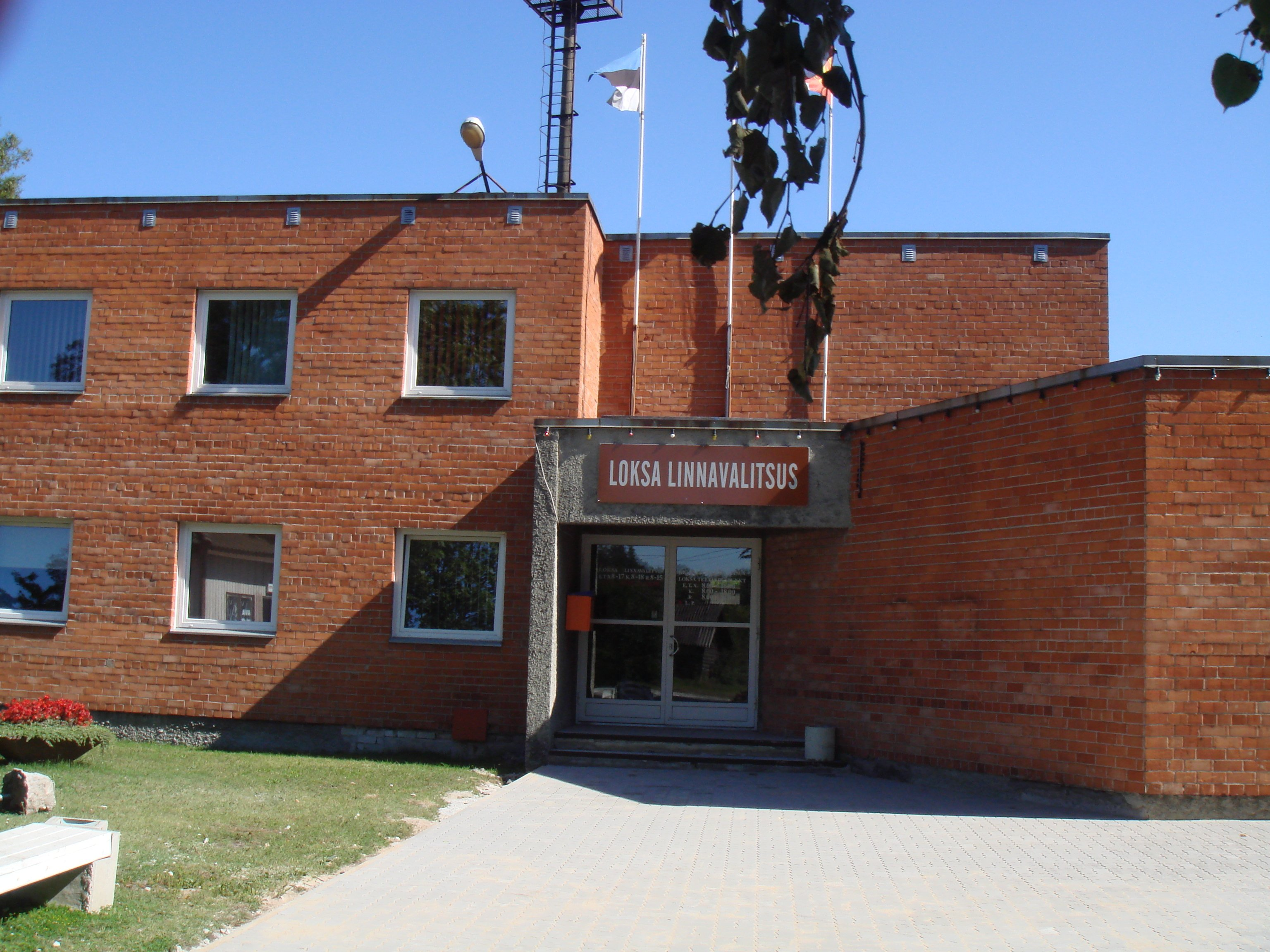
Ayuntamiento de Loksa.

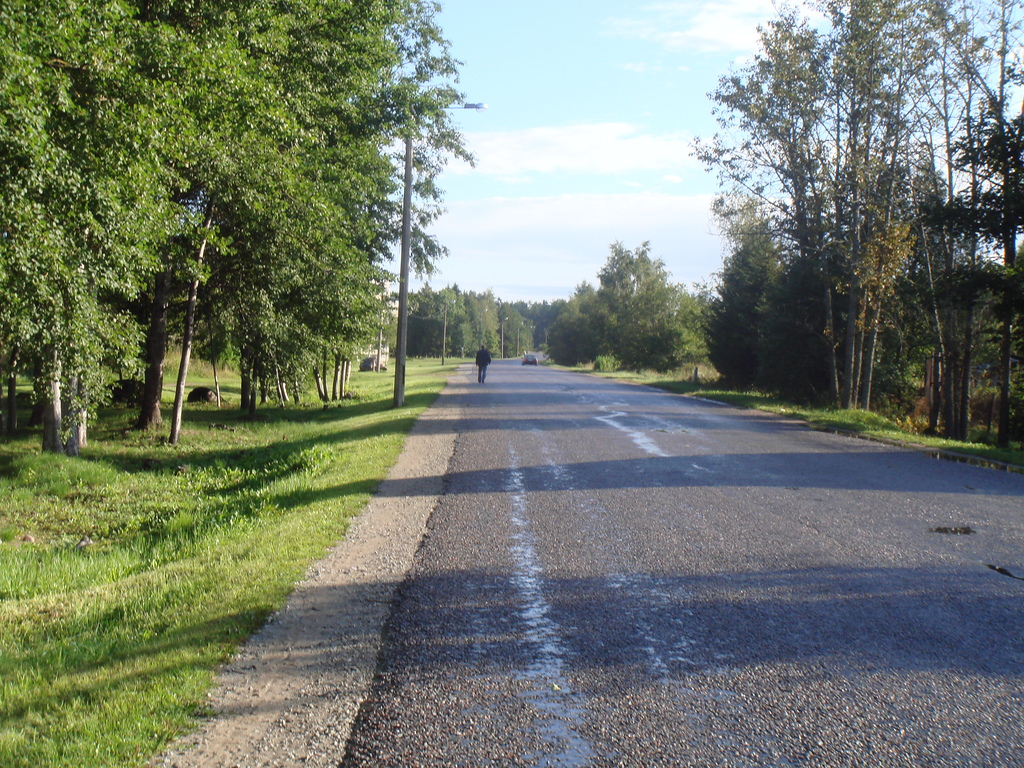
Calle Rohuaia en Loksa.

Loksa es una localidad del norte de Estonia, localizada en el condado de Harju a orillas del golfo de Finlandia. 
Loksa es uno de los principales astilleros de Estonia.

## Historia
Los orígenes de la ciudad se remontan al siglo XVII, cuando se fundó un núcleo de población en el margen derecho del Valgejõgi, localizado en la aldea de Kotka. 
El proceso de industrialización que se desarrolló en Estonia en el último tercio del siglo XIX, se dejó sentir en Loksa a partir de 1870 cuando se instaló en la zona una fábrica de ladrillos que llegó a adquirir gran importancia gracias a sus exportaciones, en 1899 siguió la inauguración de un astillero para barcos de vela, en 1903 de un dique de construcción y en 1907 de un nuevo astillero. Paralelamente y como consecuencia de este proceso, la ciudad experimento un notable aumento de población. 
En agosto de 1993 Loksa recibió los derechos de ciudad.

## Geografía
Esta pequeña ciudad se encuentra enclavada dentro del parque nacional de Lahemaa, a orillas del Báltico entre las penínsulas de Jumida y Pärispea. La ciudad es atravesada por el río Valgejõgi, (río Valge) que desemboca en la bahía de Hara. Además la ciudad posee numerosos espacios verdes entre los que destaca al norte uno con cuatro estanques (Loksa tiigid).
Exceptuando la zona costera, la ciudad limita exclusivamente con el municipio rural de Kuusalu.

## Demografía
La población de Loksa está integrada por rusos, que suponen dos tercios del total y por estonios que representan el tercio restante.
- Evolución de la población:

| Evolución de la población del municipio de Loksa | Evolución de la población del municipio de Loksa | Evolución de la población del municipio de Loksa | Evolución de la población del municipio de Loksa | Evolución de la población del municipio de Loksa | Evolución de la población del municipio de Loksa | Evolución de la población del municipio de Loksa | Evolución de la población del municipio de Loksa | Evolución de la población del municipio de Loksa | Evolución de la población del municipio de Loksa |
| Año                                              | 1989                                             | 2000                                             | 2001                                             | 2002                                             | 2003                                             | 2004                                             | 2005                                             | 2006                                             | 2007                                             |
| ------------------------------------------------ | ------------------------------------------------ | ------------------------------------------------ | ------------------------------------------------ | ------------------------------------------------ | ------------------------------------------------ | ------------------------------------------------ | ------------------------------------------------ | ------------------------------------------------ | ------------------------------------------------ |
| Población                                        | 3.315                                            | 3.494                                            | 3.500                                            | 3.503                                            | 3.487                                            | 3.482                                            | 3.474                                            | 3.469                                            | 3.454                                            |
- Nacionalidad y lengua materna:

| Nacionalidad y lengua materna en Loksa | Nacionalidad y lengua materna en Loksa | Nacionalidad y lengua materna en Loksa | Nacionalidad y lengua materna en Loksa |
| Habitantes por nacionalidad            | Habitantes por nacionalidad            | Hablantes por lengua materna           | Hablantes por lengua materna           |
| Nacionalidad                           | Habitantes                             | Idioma                                 | Hablantes                              |
| -------------------------------------- | -------------------------------------- | -------------------------------------- | -------------------------------------- |
| Estonios                               | 1.548                                  | Estonio                                | 1.084                                  |
| Rusos                                  | 633                                    | Ruso                                   | 2.262                                  |
| Ucranianos                             | 6                                      | Ucraniano                              | 78                                     |
| Bielorrusos                            | 5                                      | Bielorruso                             | 19                                     |
| Lituanos                               | 6                                      | Lituano                                | --                                     |
| Finlandeses                            | 2                                      | Finés                                  | 4                                      |
| Letones                                | 3                                      | Letón                                  | 3                                      |
| Otras                                  | 1                                      | Otros                                  | 31                                     |
| Sin definir                            | 1.279                                  | Sin identificar                        | 13                                     |
| Desconocida                            | 11                                     |                                        |                                        |

## Economía
La economía de la población depende en gran medida de la atarazana de Loksa (Loksa laevatehas), la cual aporta el mayor número de puestos de trabajo. El astillero pertenece a la corporación internacional A.P. Moller-Maersk Group.